# Füzérkő vára

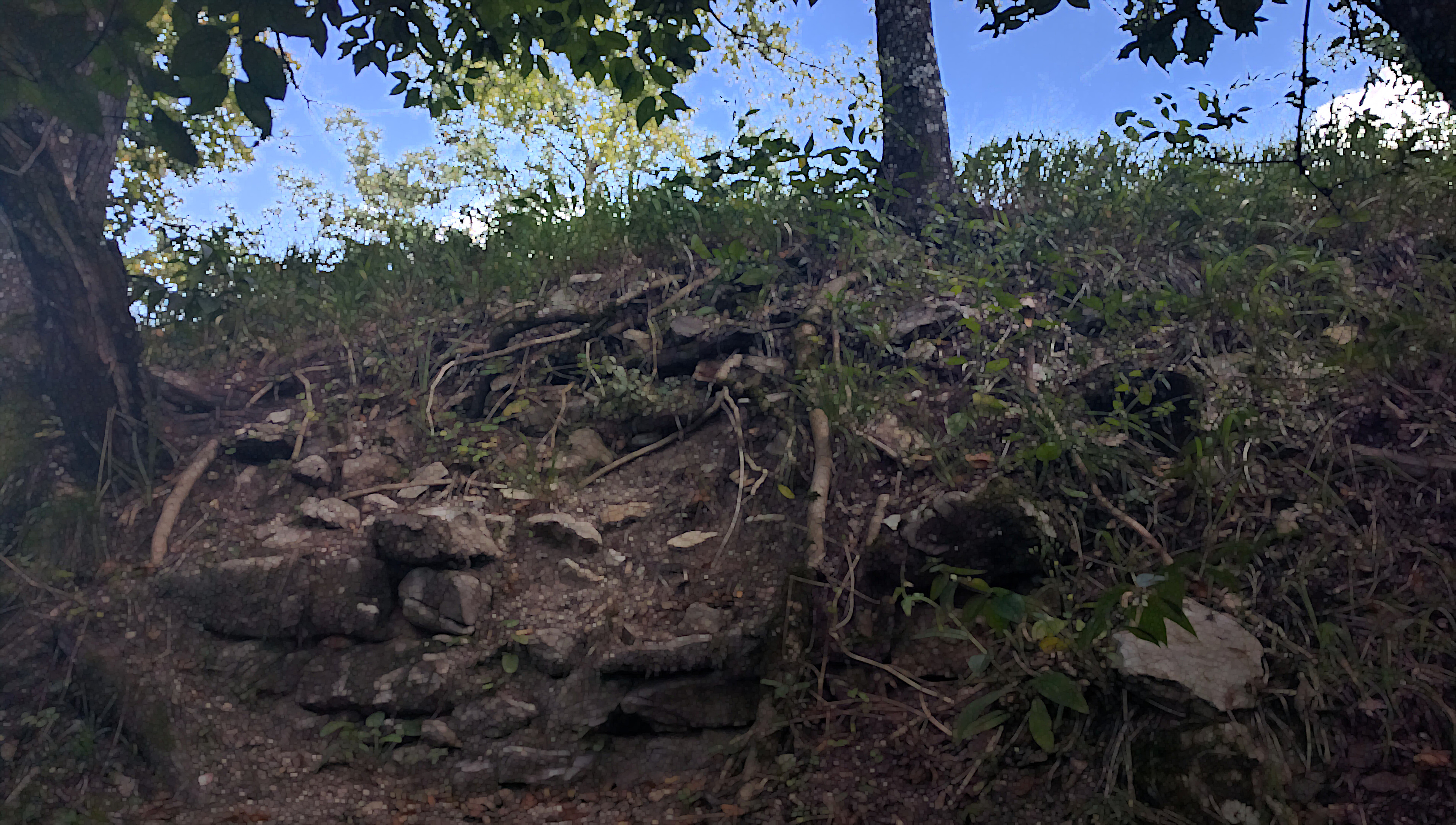
Északnyugati várfal rom

Füzérkő vára mára elpusztult vár a Bükk hegységben, Bükkzsérctől északra fekszik.

## Elhelyezkedése
A vár a Füzér-kő (449 m) csúcsától mintegy 150 méterre északkeletre a hegygerinc egy kiemelkedő pontján található, a Hór-völgy és a Hosszú-völgy találkozásánál. A várból a középkorban Diósgyőrt Mezőkövesddel összekötő, Hór-völgyben haladó utat lehetett ellenőrizni.

## Története
A vártól nem messze fekvő cseppkőbarlangban 1932-ben őskori kőszerszámokat és cserépmaradványokat találtak. Füzérkő váráról egyetlen oklevél emlékezik meg: ebben IV. Béla 1248-ban engedély adott Lampert egri püspöknek, hogy a birtokában lévő Füzér-kőn vagy Kerek-kőn várat építsen. A vár minden bizonnyal néhány év múlva már elkészült. Pusztulásáról semmiféle adat nem maradt fenn, az hogy oklevél többé nem említi, utalhat arra, hogy rövid ideig használták.

## Feltárása
Füzérkő várában régészeti kutatás nem volt, a romok kormeghatározását segítő kerámiatöredékek sem kerültek elő. Az oklevélből ismert püspöki várat a 20. század végén azonosították a füzérkői romokkal.

## Leírása
A várrom egy 24×15 méteres platón fekszik. Délkelet felől meredek szakadék övezi, a többi irányból egykor árok vette körül, mely mára feltöltődött és a várnál néhány méterrel alacsonyabb teraszt alkot. Északnyugati oldalán egy rövidebb szakaszon fennmaradt a várfalak alapozása.